# Kintra River
Der Kintra River ist ein Fluss auf der schottischen Hebrideninsel Islay. Administrativ gehört er damit zur Council Area Argyll and Bute beziehungsweise zu der traditionellen Grafschaft Argyll.

## Beschreibung
Der Kintra entsteht durch den Zusammenfluss des Leorin River, der aus den Leorin Lochs abfließt, mit dem Bach Abhainn Airigh Bhaile-Chaluim etwa hundert Meter westlich der A846 auf ihrem Weg von Port Ellen nach Bowmore. Der Kintra River fließt in westlicher Richtung und nimmt auf seinem Lauf nahe dem Machrie Hotel den Abfluss des Loch nan Gabhar auf. Nahe der Küste beschreibt der Kintra River mehrere Schlingen und ergießt sich schließlich nahe der Ortschaft Kintra in die Laggan Bay, eine Nebenbucht von Loch Indaal.
Der Fluss verläuft durch die torfigen Regionen im Süden der Insel nördlich der Halbinsel Oa und verschiedene Abflüsse des Torfmoors münden in den Fluss. Sein Lauf ist 2,1 Kilometer lang. Inklusive dem Leorin beträgt die Gesamtlänge 7,57 Kilometer.